# Jacques-Étienne Montgolfier
Pour les articles homonymes, voir Montgolfier.
Ne doit pas être confondu avec Étienne Montgolfier (1712-1791).
Jacques-Étienne de Montgolfier (plus connu sous le nom d'Étienne de Montgolfier), né le 6 janvier 1745 à Vidalon-lès-Annonay et mort le 1er août 1799 à Serrières, est un industriel français, co-inventeur, avec son frère Joseph-Michel de Montgolfier, de la montgolfière en 1782.

## Biographie
Étienne et Joseph de Montgolfier sont les fils d'Anne Duret et de Pierre Montgolfier, papetier de Vidalon dont la manufacture familiale est réputée dans toute l'Europe. Étienne est le 15e enfant d'une fratrie de 16 enfants. Il se marie en 16 mai 1774, avec Adélaïde Bron à Vienne, dont il a eu six enfants. Une de ses filles Adélaïde de Montgolfier sera traductrice.
En 1782, il inventa la montgolfière avec son frère Joseph. Son esprit méthodique et l'intuition de Joseph leur attribue chacun le mérite respectif de la conception de cet aérostat.
Au printemps 1784, il revient à Annonay s'occuper de la papeterie familiale qui, négligée pendant tout ce temps, se porte assez mal. Il continue à s'intéresser aux ballons et fait construire, à des fins scientifiques, une montgolfière par Réveillon. Elle est d'ailleurs utilisée par Jean-François Pilâtre de Rozier, le 23 juin 1784, où elle bat un record d'altitude de 3 900 m, mais ne peut être récupérée.
De juillet 1785, à mai 1787, il essaiera avec Joseph et un autre frère, Alexandre, de réunir des fonds pour construire un ballon qu'ils veulent diriger, mais le projet s'enlise.

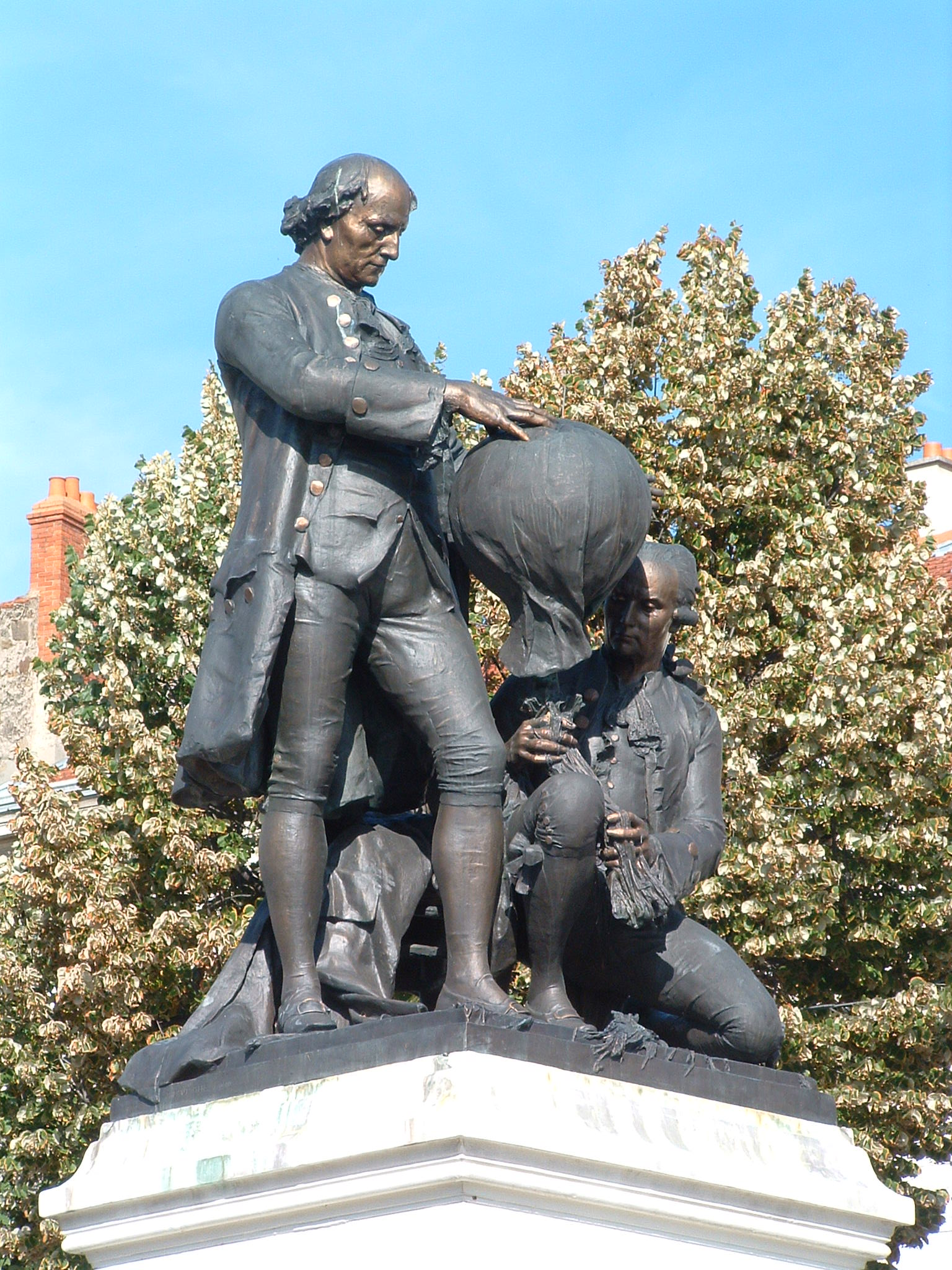
Statue des frères Montgolfier.

Le  1er juin 1796, il est nommé membre associé (d) à l’Académie des sciences.

## L'expérience d'Avignon
Plusieurs hypothèses : soit après avoir jeté un papier dans la cheminée Joseph s’aperçoit que ce dernier est aspiré, soit en voyant monter la fumée dans la cheminée : les sources ne sont pas sûres. En novembre 1782, alors que celui-ci est à Avignon, il fait une première expérience avec une chemise fermée, puis avec un « cube » de taffetas de soie d'un mètre cube environ qu'il parvint à faire monter au plafond de son logement.
Elle eut lieu dans la maison aux Ballons qui se situe au no 18 de la rue Saint-Étienne. Elle se distingue, entre toutes, par ses appuis de fenêtres en fer forgé portant, chacun en son centre, « la figure d'un ballon, rehaussée sur ceux du deuxième étage par un petit aérostat en tôle découpée et repoussée ».

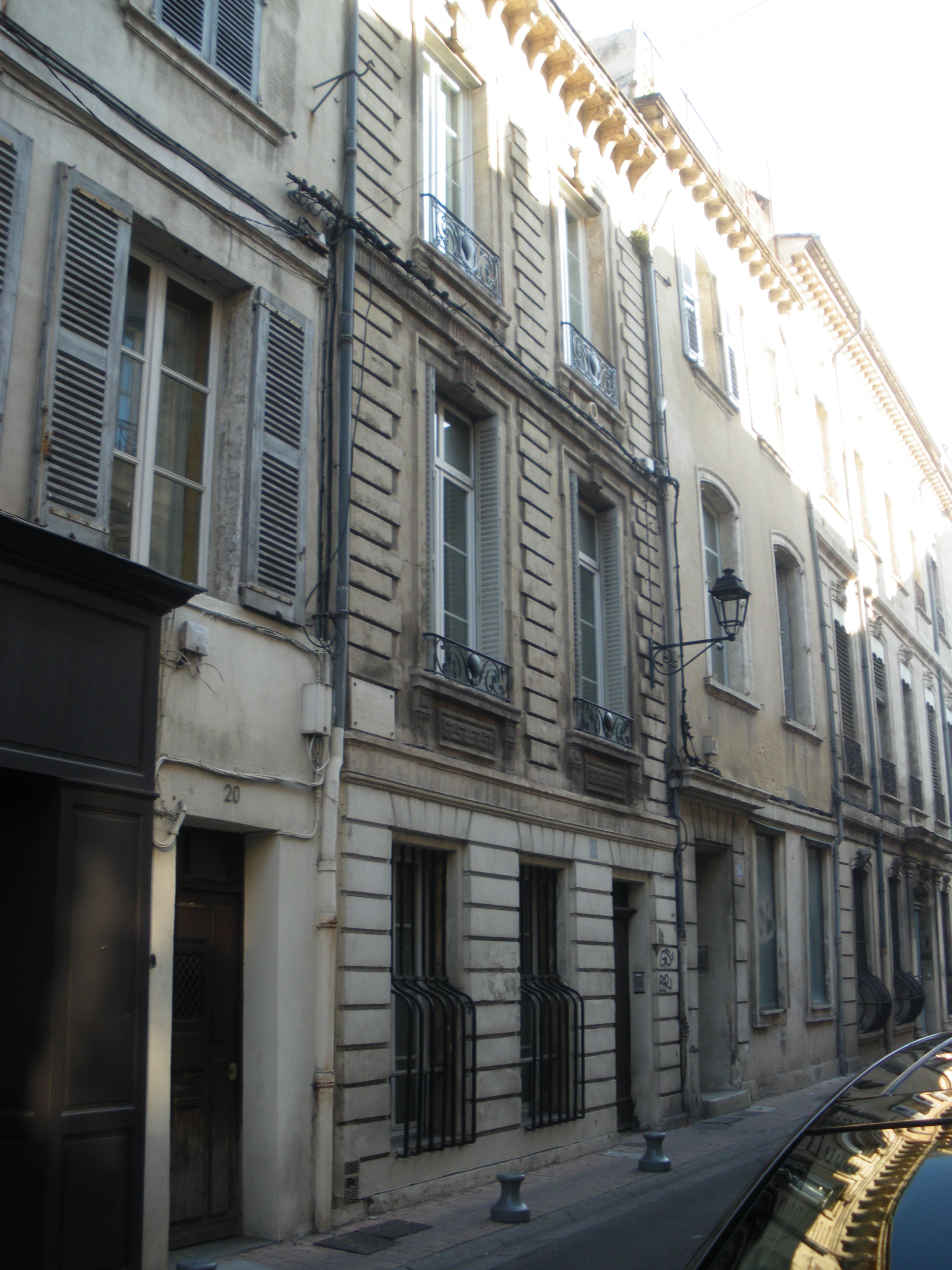
Maison aux Ballons d'Avignon où Joseph-Michel Montgolfier découvrit le principe de l'aérostation.
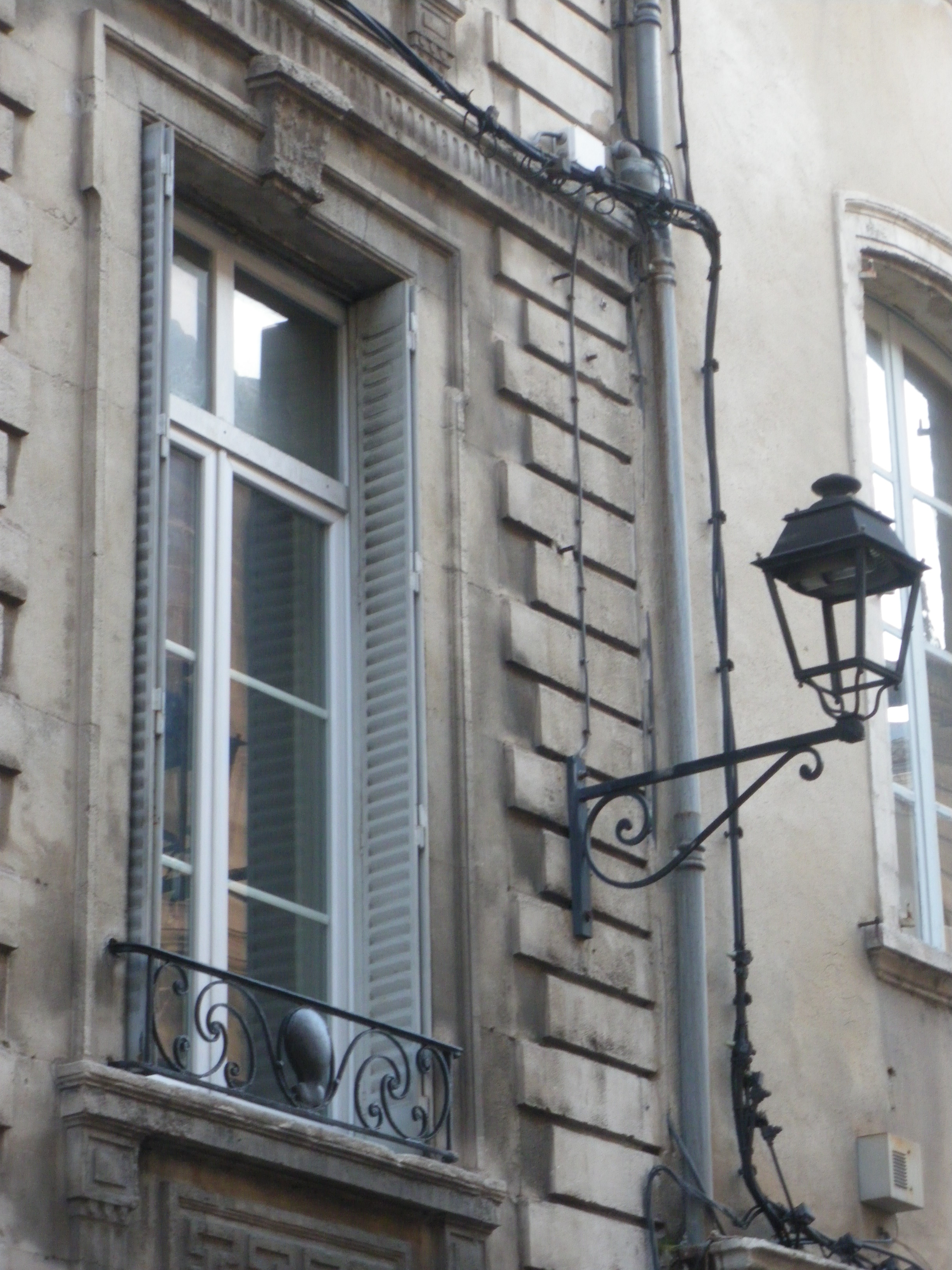
Détail de la maison aux Ballons montrant des ballons sur les rambardes des fenêtres.
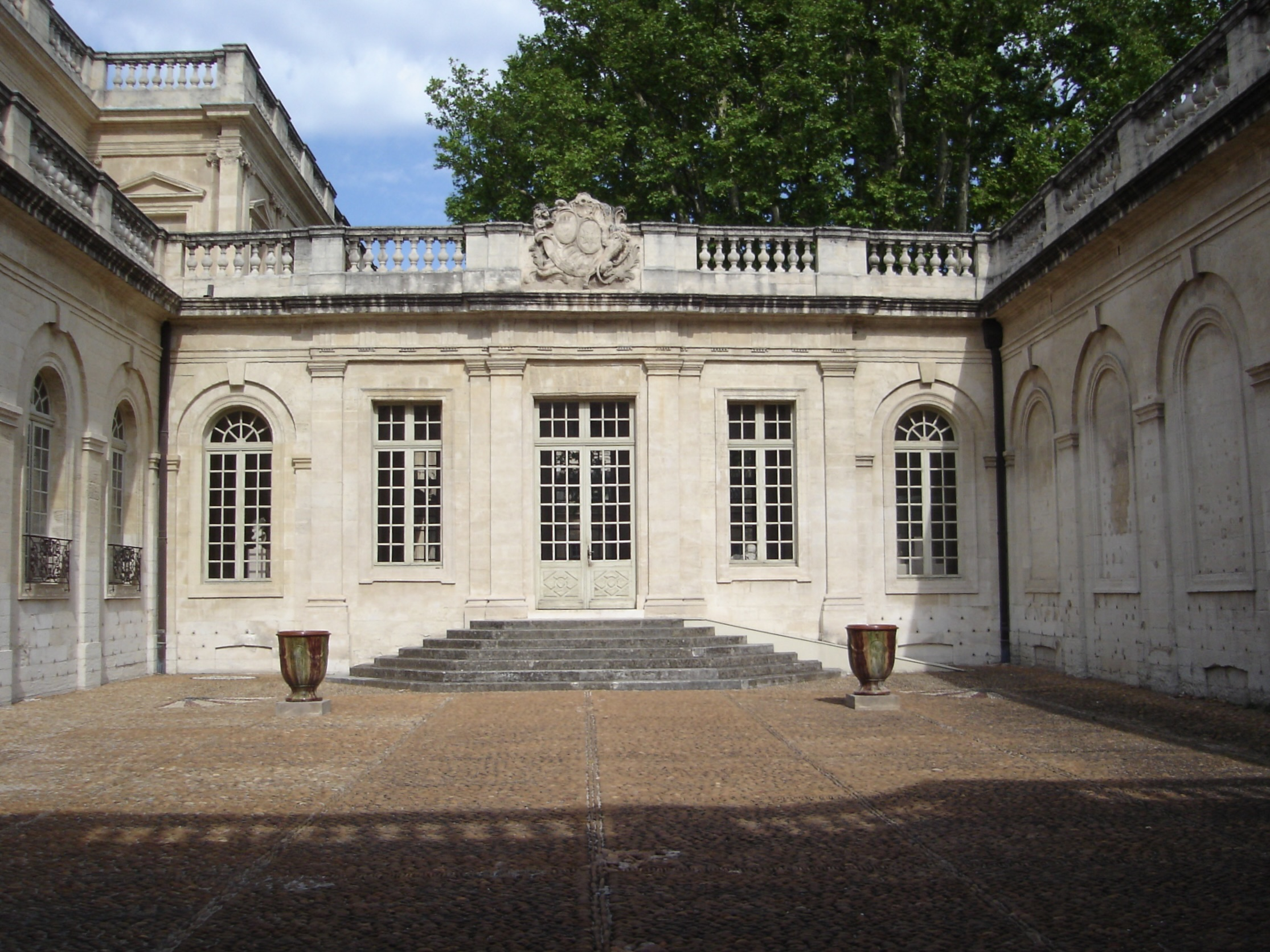
La cour d'honneur de l'hôtel de Villeneuve-Martignan, actuel musée Calvet d'Avignon, où les frères Montgolfier donnèrent une des premières séances d'aérostation.

Ici descendaient les frères Montgolfier quand ils venaient d'Annonay pour leur commerce de papier. Le Courrier d'Avignon du 24 février 1784 relate : « C'est à Avignon que M. de Montgolfier l'aîné fit son expérience pour la première fois. Là, il ne vit pas sans une profonde joie, qu'un petit parallélépipède creux de taffetas ayant été chauffé préalablement monta rapidement au plafond:234. »
Une autre relation de cet évènement a été faite par Félix Dugonet, dans son ouvrage paru en 1903, L'Invention de l'aéronautique à Avignon en 1782. Il narre « Il voulut en se lavant chauffer la chemise qu'il allait mettre. À cet effet, il alluma devant la cheminée une flambée de papier et, serrant l'ouverture du col de la main gauche, il évasait les pans de la chemise en forme de cloche pour y concentrer la chaleur. Il arriva que l'air chaud, étroitement emprisonné dans le ballonnement bien réussi de la toile, se mit à élever avec assez de force la chemise gonflée au-dessus du foyer improvisé:234 ».
De plus, il est de tradition que les frères Montgolfier donnèrent une des premières séances d'aérostation dans la cour d'honneur de l'hôtel de Villeneuve-Martignan:234.

## Les expériences publiques
La première expérience publique, officielle, de Joseph et Étienne a lieu dans la cour du couvent des Cordeliers à Annonay, le 4 juin 1783, devant les conseillers généraux du Vivarais. Ils font voler le premier ballon à air chaud au-dessus de leur ville. Un ballon de douze mètres de diamètre, de 770 m3, constitué de fuseaux de papier reliés entre eux par des boutonnières, il s'élève à mille mètres, pendant dix minutes, et parcourt 3 km grâce à l'air chauffé avec de la paille enflammée.
L'expérience est répétée à nouveau près de Versailles le 19 septembre 1783, devant le roi Louis XVI et la cour, par les frères Montgolfier, avec un ballon de 1 000 m3 qui monte à 600 mètres et parcourt 3,5 km:70 et suiv.. Le ballon, auquel est suspendu un panier en osier, emporte avec lui les trois premiers passagers de l'espace : un mouton, un coq et un canard. Tous supporteront le voyage. À son retour, le mouton intègre, sur ordre du roi, la ménagerie de la reine.
Le 19 octobre 1783, dans le faubourg Saint-Antoine, a lieu le premier vol habité à la manufacture royale des papiers peints de la folie Titon:74. Le premier vol s'élève à 81 m, avec Jean-François Pilâtre de Rozier seul, et le deuxième à 105 m, avec deux passagers : Pilâtre de Rozier et Giroud de Villette, pour une durée 8 minutes et demie. Ces deux vols eurent lieu en captif, c'est-à-dire que le ballon est attaché au sol par une corde solide reliée à une masse suffisamment importante pour le retenir. Il faut un équipier, après l'essai de Giroud de Villette, c'est le marquis d’Arlandes qui sera choisi. Tout est prêt, mais il manque l'autorisation du roi. Ce dernier, qui aurait préférer proposer la vie à deux criminels condamnés à mort volontaires pour l'expérience, se laisse finalement fléchir par Pilâtre.
Le 21 novembre 1783, Pilâtre de Rozier et le marquis d'Arlandes:106, sont les premiers humains à s'élever au-dessus du sol, à bord d'une montgolfière de 2 200 m3. Devant trois cents personnes, ils partent du parc du château de la Muette, s'élèvent, saluent la foule, survolent Paris au-dessus de la Seine et se posent, 26 minutes plus tard, à la Butte-aux-Cailles, distante d’environ 10 km:124.